# Reisbach
Reisbach é um município da Alemanha, no distrito de Dingolfing-Landau, na região administrativa de Niederbayern , estado de Baviera.